# Mark De Man
Mark De Man, né le 27 avril 1983  à Louvain, est un footballeur international belge.
De Man est défenseur et a fait ses débuts avec le Royal Sporting Club d'Anderlecht sous l'égide d'Hugo Broos en tant que milieu défensif, mais très vite il se retrouve en tant qu'arrière central à la suite des blessures de Vincent Kompany et d'Hannu Tihinen et devient très vite incontournable au sein de la défense. Au cours de la saison 2005-2006, il dispute 28 matches en division 1 pour un total de 2044 minutes de jeu.
Il est transféré au Roda JC à l'été 2008, mais retourne au pays dès janvier 2009, en signant au Germinal Beerschot A.. En janvier 2011, il est prêté pour 6 mois au club de deuxième division d'Oud-Heverlee Louvain.
Il devient international belge le 24 mars 2007 lors du match Portugal-Belgique (4-0), quand il est titularisé à la place de Vincent Kompany blessé. Il a 4 "capes" à son actif.

## Palmarès
- 2006 : Champion de Belgique avec RSC Anderlecht
- 2006 : Supercoupe de Belgique avec RSC Anderlecht
- 2007 : Champion de Belgique avec RSC Anderlecht
- 2007 : Supercoupe de Belgique avec RSC Anderlecht
- 2008 : Coupe de Belgique avec le RSC Anderlecht